# Elering
Elering AS (früherer Name: OÜ Põhivõrk) ist der nationale Übertragungsnetzbetreiber für Strom und Erdgas in Estland der Hauptsitz befindet sich in Tallinn, Estland.

## Geschichte
Die Gründung von Elering geht auf die Einrichtung des Geschäftsbereichs Põhivõrk des staatlichen estnischen Energieversorgers Eesti Energia am 1. November 1998 zurück. Am 1. April 2004 wurde der Geschäftsbereich umgegliedert und zur Gesellschaft mit beschränkter Haftung Põhivõrk OÜ umgewandelt. Am 10. Juni 2009 wurde der Name in Elering geändert. Im folgenden Monat beschloss die estnische Regierung die Umsetzung des 3. Energiepakets der EU, dadurch wurde eine eigentumsrechtliche Entflechtung des Monopolisten Eesti Energia durchgeführt und Elering von estnischen Regierung aufgekauft. Diese Transaktion wurde am 28. Januar 2010 abgeschlossen.
Am 2. Februar 2010 unterzeichnete Nord Pool Spot eine Vereinbarung mit Elering, zur Errichtung der Gebotszone Nood Pool Spot Estlink ab dem 1. April 2010. Dies war auch eine Voraussetzung für den finnischen Übertragungsnetzbetreibers Fingrid in das finnisch-estnische Seekabelprojekt Estlink 2 mit einzusteigen.
Am 25. Februar 2011 wurde Elring in eine Aktiengesellschaft umgewandelt und firmiert fortan as Elering AS.
Ab dem November 2014 endete die alleinige Konzentration des Unternehmens auf den Strommarkt, durch eine Mehrheitsbeteiligung an Holdinggesellschaft Võrguteenus Valdus AS und damit EG Võrguteenus startete Elering seinen Einstieg in den Gasnetzmarkt. EG Võrguteenus wurde 2005 als Tochtergesellschaft von Eesti Gaas gegründet und war ursprünglich ein Betreiber von Übertragungsnetz und Vertriebsnetz bis 2013 im Zuge der Anforderungen an das 3. Energiepakets der EU wurde das Vertriebsnetz vom Unternehmen abgetrennt, im Zuge weiterer Umsetzungsmaßnahmen des Energiepakets wurde im November 2013 EG Võrguteenus von Eesti Gas komplett abgetrennt.
Im Juni 2015 erwarb Elering die Anteile von Gazprom an AS Võrguteenus Valdus im September 2015 die Anteile von Itera Latvia. Nach dem Erwerb von AS Võrguteenus Valdus Anteilen, die sich im Streubesitz befanden im Dezember 2015 konnten AS Võrguteenus Valdus und Elering Gas zu Elering fúsionieren.
Am 24. Mai 2019 unterzeichnete Elering zusammen mit den lettischen und litauischen Übertragungsnetzbetreibern Augstsprieguma tīkls und Litgrid eine Vereinbarung zum Beitritt zum Europäischen Verbundsystem.

## Strommarkt
Elering ist Betreiber des estnischen Übertragungsnetz für Strom, aktuell ist es noch mit BRELL, dem einheitlichen Stromsystem Russlands synchronisiert, Gemeinsam mit den lettischen und litauischen Übertragungsnetzbetreibern Augstsprieguma tīkls und Litgrid plant Elering, das baltische Stromnetz bis 2025 vom postsowjetischen BRELL-System zu lösen und an das europäische Stromnetz anzubinden.
Gemeinsam mit dem finnischen Übertragungsnetzbetreiber Finngrid betreibt Elering das Estlink-Kabel von Harku nach Espoo und das Estlink2-Kabel von Püssi ins finnische Anntila.
Des Weiteren betreibt Elring das automatisierte Reservekraftwerk Kiisa,
Insgesamt betreibt das Unternehmen 1634 km 380 kV Überlandleitungen und 3361 km 110 kV-Überlandleitungen.

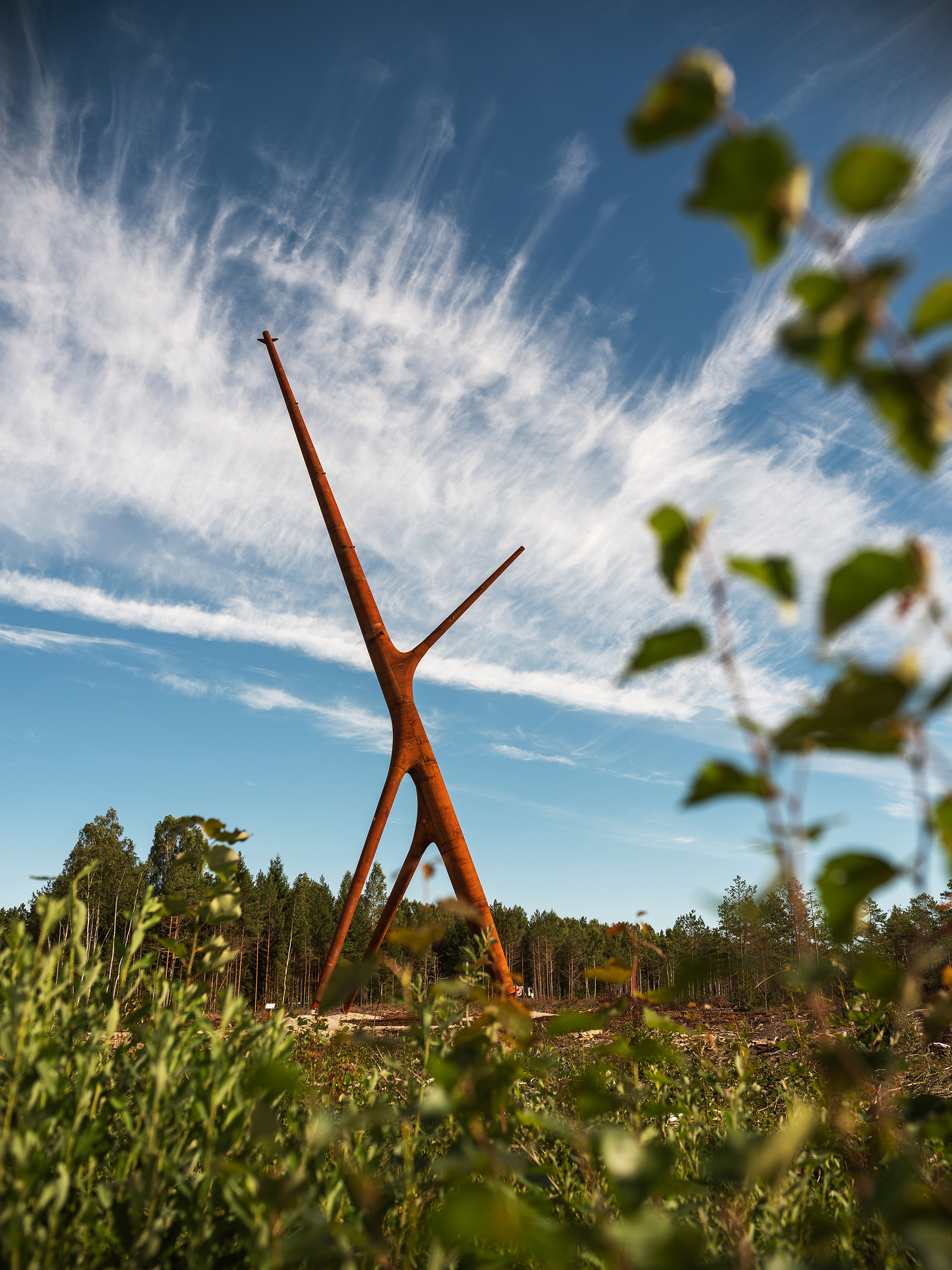
Hochspannungsmast Bog Fox

Im März 2016 startete das Unternehmen zusammen mit der Estonian Association of Architects (estnisch:Eesti Arhitektide Liit) einen Designwettbewerb, um einen geeigneten Entwurf für den Bau eines Eckmastes für die 330/110-Kilovolt-Hochspannungsleitung Harku–Lihula–Sindi im Kuistlema Bog zwischen den Autobahnen Ääsmäe–Haapsalu und Risti–Virtsu zu finden. Ziel des Wettbewerbs war es, die architektonisch und funktional am besten geeignete Lösung zu finden. Der Sieger der 18 Einsendungen aus Estland, Großbritannien, Dänemark und Österreich war der Entwurf Bog Fox (estnisch:) von Sille Pihlak und Siim Tuksam. Der Hochspannungsmast konnte beim Estonian Design Award 2016 den ersten Platz erringen.

## Gasmarkt
Das Betreiber des estnischen Erdgasfernleitungsnetzes gehören dem Unternehmen 977 km Ferngasleitungen, 36 Verteiler- und 2 Verdichterstationen. Darüber hinaus betreibt Elering zusammen mit dem finnischen Gasnetzbetreiber Gasgrid Finland die unterseeische Ferngasleitung Balticconnector, zwischen Ingå und Paldiski. Diese Leitung konnte nach einem monatelangen Ausfall, am 22. April 2024 wieder in Betrieb genommen werden. Ursache für den Ausfall war vermutlich der Anker des chinesischen Schiffes Newnew Polar Bear.